# 天鵝座V1765
天鵝座V1765，又名BD+33 3602，HD 187459、SAO 68895、HR 7551，是天鵝座的一颗恒星，视星等为6.44，位于銀經68.81，銀緯3.85，其B1900.0坐标为赤經19h 45m 1.6s，赤緯+33° 3.85′ 13″。